# 危地马拉副总统
瓜地馬拉副總統 (西班牙語：Vicepresidente de Guatemala) 是瓜地馬拉的一個政治職位，任期四年，不得連任。現任副總統為卡琳·埃雷拉。40歲以上的瓜地馬拉公民方有瓜地馬拉副總統的參選資格。
如果瓜地馬拉副總統當選人辭職或死亡時，瓜地馬拉總統當選人在就職時必須向瓜地馬拉國會提交一份候選名單，以利國會選出副總統。
瓜地馬拉歷史上，曾經出現超過一位副總統的情形，任期一年。由瓜地馬拉國會進行選舉。1882年至1921年、1921年至1928年和1956年至1966年瓜地馬拉設立第一副總統和第二副總統的職位，1921年和1928年至1944年瓜地馬拉設立第一、第二和第三副總統的職位。